# Pifferaio (personaggio)
Il Pifferaio è un personaggio dei fumetti DC Comics. Comparve per la prima volta nelle pagine di The Flash (vol. 1) n. 106 (maggio 1956).

## Biografia del personaggio
Hartley Rathaway nacque sordo, ma venne curato grazie alle ricerche effettuate dal suo ricco padre (si scoprì più avanti che venne curato dal Dottor Will Magnus). Cominciò ad ossessionarsi al suono, e perseguì poco altro nella sua vita; sperimentando la tecnologia sonica, Rathaway inventò una tecnica d'ipnotismo attraverso la musica. Annoiandosi sempre di più del suo stile di vita, si convertì al crimine nei panni del Pifferaio, e spesso arrivò a confrontarsi contro Barry Allen, il secondo Flash.

### Riforma
Dopo la morte di Allen durante Crisi sulle Terre infinite, Hartley si ritirò dal crimine per diventare un campione socialista dei poveri e dei meno abbienti. Divenne anche uno dei primi personaggi apertamente omosessuali della DC, e scherzò sul fatto che ciò era ironico, in quanto era uno dei pochi criminali ad essere sempre "andato dritto". Capì di essere gay quando si sentì attratto verso Rod Lauren mentre guardava "The Crawling Hand" (un vecchio film fantascientifico del 1963). Rathaway rimase un buon amico di Flash, Wally West, e di sua moglie Linda, a cui fornì il suo aiuto con i problemi scientifici.
Qualche tempo dopo, il Pifferaio fu arrestato per l'assassinio dei suoi genitori. Wally era sicuro che Hartley non avrebbe mai potuto commettere un simile crimine, ma lo stesso Pifferaio sembrò accettare di essere il colpevole. Wally riuscì infine a scoprire che il vero colpevole era Mirror Master. Ignaro della scoperta di Wally, il Pifferaio riuscì ad evadere da Iron Heights e strinse un patto con una specie di ex criminale ed ora agente dell'F.B.I., Trickster. In questo periodo, Flash chiese allo Spettro di cancellare il ricordo della sua vera identità dalla mente di chiunque, dato che sua moglie soffrì di un aborto spontaneo a causa dell'attacco di Zoom.
Si scoprì successivamente che Barry Allen fece in modo che Zatanna manomettesse la mente di Top, tramutandolo in un eroe (Top si ritrovò in una condizione di furia omicida e Allen credette che l'azione di Zatanna fosse l'unico modo per fermarlo). Come eroe, Top divenne pazzo a causa del dolore che sentiva per aver commesso i suoi crimini precedenti. Dopo la morte di Allen, Wally ricevette una lettera dove gli si richiedeva di ricostituire la mente di Top se mai fosse ritornato. Dopo che Zatanna rimise al suo posto la mente di Top, questi rivelò che aveva tentato di trasformare tutti i criminali in eroi, Pifferaio incluso.
Quando i criminali "buoni" continuarono a seguire il "male" che era rimasto in loro, Top ritornò a fare il lavaggio del cervello ai suoi vecchi colleghi. Quando il Pifferaio si scontrò con Flash, West si tolse la maschera, innescando una serie di ricordi della loro amicizia che fece sì che la mente del Pifferaio si riparasse da sola. Quando si svegliò, il Pifferaio si ritrovò nel suo vecchio sé e si recò subito in aiuto di Linda.

### Un Anno Dopo
Il Pifferaio si vide recentemente sia nelle pagine di The Flash (vol. 3), che in Countdown alleato con un gruppo di Nemici guidati da Inertia. La squadra di criminali lo vide lavorare al fianco del vecchio assassino dei suoi, Mirror Master. Il Pifferaio rivelò di essersi introdotto nella squadra in qualità di spia, ma quando Capitan Cold, Heat Wave e il Mago del Tempo riuscirono ad uccidere Bart Allen, lui e Trickster furono costretti a darsi alla fuga. Entrambi furono inseguiti sia da eroi che da criminali - nelle forme della Suicide Squad, The Question, Batwoman, Poison Ivy, Deathstroke, e addirittura dal vecchio amico del Pifferaio, Wally West. Wally confinò i due al matrimonio di Freccia Verde e Black Canary, nonostante gli avvertimenti che Deathstroke stava pianificando un assalto nel mezzo della cerimonia. I due riuscirono a scappare dall'assalto, inavvertitamente prendendo con loro Double Down come passeggero. Il trio si fermò a cenare, e furono attaccati dalla Suicide Squad. Double Down fu catturato, ma il Pifferaio e Trickster, grazie alla creazione di un campo di forza invisibile, decisero di seguirli per liberare gli altri criminali catturati. Dopo aver incontrato e liberato Due Facce, il Pifferaio e Trickster furono di nuovo attaccati da Deadshot, che li seguiva incessantemente, o almeno finché non avesse assassinato Trickster. Con la morte di Trickster, i polsini attivarono l'autodistruzione che sarebbe avvenuta entro 24 ore, ma che il Pifferaio riuscì ad eludere grazie al suono del suo flauto. Quando il treno su cui si trovava fu sottoposto ad un controllo di frontiera, il Pifferaio fuggì attraverso il deserto. Delirante a causa del caldo estremo, cominciò a vedere il cadavere di Trickster che gli parlava, ma fu portato su Apokolips da Desaad. Desaad lo liberò e affermò che il Pifferaio poteva incanalare l'Equazione Anti-Vita e controllare il pianeta. Prima che il Pifferaio potesse mettersi al lavoro, Brother Eye finì per assimilare Apokolips.
Finalmente, Desaad riuscì a controllare Brother Eye e convinse il Pifferaio a suonare il suo flauto per attivare l'Equazione Anti-Vita. Il Pifferaio accettò, ma dopo aver sentito che Desaad era il capo dietro a tutto questo, nel tentativo di spezzare il suo spirito e di prendere il controllo su di lui, lo uccise con una nota. Suonò un'ultima volta per Brother Eye, un Canto del cigno, The Show Must Go On dei Queen, che fece saltare in aria la fusione Brother Eye/Apokolips, con lui ancora all'interno, lasciato a morire. Tuttavia, lo si vide ancora vivo per le strade di Gotham City, dicendo che gli era stato permesso di vivere per un motivo, questa volta per suonare dalla parte degli angeli.

### Crisi Finale
Il Pifferaio ritornò nella miniserie "Final Crisis: Rouges' Revenge". Invase il recinto della polizia, e si impadronì della volontà di Trickster, che è in realtà un impostore che aveva con sé le informazioni riguardanti i Nemici, scritte con l'inchiostro invisibile. Il Pifferaio saltò nel mezzo del combattimento tra Inertia, Zoom e i Nemici, utilizzando il suo flauto per paralizzare i combattenti, e prendersi così la vendetta su Mirror Master prendendolo a calci sul volto. Prima di poter fare qualcos'altro, comparve Libra, che pugnalò il Pifferaio ad una spalla con la sua lancia. Sebbene ferito, il Pifferaio riuscì a dare il suo contributo nell'assassinio di Inertia, tenendolo a terra per i suoi colleghi con il suo flauto. Alla fine del fumetto viene menzionato che il Pifferaio si costituì alla polizia di Central City.

## Poteri
Un genio della tecnologia del suono, all'età di 16 anni, Rathaway costruì un flauto sofisticato in grado di ipnotizzare chiunque con una sola nota del suo strumento. Può fare in modo che chiunque faccia ciò che lui desidera, e può rendersi invisibile alla percezione altrui. Sebbene agli inizi si concentrò esclusivamente sulla tecnologia del suono, la sua attenzione si mosse verso il maneggio della meccanica generale. Inizialmente impegnò le sue tecniche di controllo mentale esclusivamente sugli umani (ed occasionalmente animali), ma durante la sua permanenza ad Iron Heights si infatuò dei topi onnipresenti e li incorporò nei suoi assi nella manica, aggiungendo un'altra similarità al suo nome. È in grado di utilizzare quasi ogni cosa che possa generare un suono da accostare al suo potere ipnotico, come telefoni che fanno rumore al tatto e i fischi ottenuti dai fili d'erba. Secondo Desaad, il potere di Rathaway si basa sulla manipolazione dell'Equazione Anti-Vita. Il Pifferaio impiega anche un discreto numero di dispositivi che possono generare o amplificare il suono per fini distruttivi o protettivi.

## Altri media
- Il Pifferaio comparve nell'episodio "Flash, l'eroe", della serie animata Justice League Unlimited come personaggio di sfondo.
- Una versione alternativa del Pifferaio comparve nella serie televisiva Wonder Woman, nell'episodio omonimo. In questo episodio, un criminale di nome Hamlin Rule utilizzò un flauto per ipnotizzare e persuadere le donne a fargli delle offerte.
- È uno dei possibili candidati che compaiono nel copione di David St. Goyer per un possibile film su Freccia Verde intitolato "Super Max".
- Nella serie animata Batman: The Brave and The Bold comparve un personaggio dal nome Music Meister, che condivide numerosi elementi con il Pifferaio.
- Nella serie televisiva The Flash è interpretato da Andy Mientus. Qui il Pifferaio, al posto di un flauto, usa dei guanti tecnologici in grado di "scagliare" onde soniche distruttive.